# Porcellio villiersi
Porcellio villiersi är en kräftdjursart som beskrevs av Paulian de Felice1941. Porcellio villiersi ingår i släktet Porcellio och familjen Porcellionidae. Inga underarter finns listade i Catalogue of Life.